# Yamanobe (Yamagata)
Yamanobe (山辺町 Yamanobe-machi?) es un pueblo localizado en la prefectura de Yamagata, Japón. En junio de 2019 tenía una población de 13.876 habitantes y una densidad de población de 226 personas por km². Su área total es de 61,45 km².

## Geografía

### Municipios circundantes
- Prefectura de Yamagata
  - Yamagata
  - Ōe
  - Asahi
  - Nakayama
  - Shirataka
  - Nan'yo

## Demografía
Según datos del censo japonés, la población de Yamanobe se ha mantenido estable en los últimos años.
| Año del censo | Población |
| ------------- | --------- |
| 1995          | 15.357    |
| 2000          | 15.512    |
| 2005          | 15.415    |
| 2010          | 15.139    |
| 2015          | 14.369    |